# Arrondissement de Rochefort
L'arrondissement de Rochefort est une division administrative française, située dans le département de la Charente-Maritime et la région Nouvelle-Aquitaine.
Troisième arrondissement par sa superficie en Charente-Maritime, il en est le deuxième autant par sa population que par sa densité de population.

## Composition

### Composition jusqu'en 2016
L'arrondissement de Rochefort est divisé en 13 cantons et 79 communes dont la composition est la suivante :
- Canton d'Aigrefeuille-d'Aunis : 11 communes.
- Canton du Château-d'Oléron : 4 communes.
- Canton de Marennes : 7 communes.
- Canton de Rochefort-Centre : 1 fraction de la commune de Rochefort.
- Canton de Rochefort-Nord ; 8 communes dont 1 fraction de la commune de Rochefort.
- Canton de Rochefort-Sud : 1 fraction de la commune de Rochefort.
- Canton de Royan-Est : 2 communes	dont 1 fraction de la commune de Royan.
- Canton de Royan-Ouest 7 communes dont 1 fraction de la commune de Royan.
- Canton de Saint-Agnant : 11 communes.
- Canton de Saint-Pierre-d'Oléron : 4 communes.
- Canton de Surgères : 12 communes.
- Canton de Tonnay-Charente : 8 communes.
- Canton de La Tremblade : 6 communes.

### Composition depuis 2017
La composition de l'arrondissement est modifiée par l'arrêté du 30 décembre 2016 prenant effet au 1er janvier 2017.
Depuis 2015, le nombre de communes des arrondissements varie chaque année soit du fait du redécoupage cantonal de 2014 qui a conduit à l'ajustement de périmètres de certains arrondissements, soit à la suite de la création de communes nouvelles. Le nombre de communes de l'arrondissement de Rochefort est ainsi de 79 en 2015, 79 en 2016, 82 en 2017, 80 en 2018 et 78 en 2019.
Au 1er janvier 2024, l'arrondissement groupe les 78 communes suivantes :
1. Aigrefeuille-d'Aunis
2. Anais
3. Ardillières
4. Arvert
5. Ballon
6. Beaugeay
7. Bouhet
8. Bourcefranc-le-Chapus
9. La Brée-les-Bains
10. Breuil-la-Réorte
11. Breuillet
12. Breuil-Magné
13. Cabariot
14. Chaillevette
15. Chambon
16. Champagne
17. Le Château-d'Oléron
18. Ciré-d'Aunis
19. La Devise
20. Dolus-d'Oléron
21. Échillais
22. L'Éguille
23. Étaules
24. Forges
25. Fouras
26. Genouillé
27. Le Grand-Village-Plage
28. La Gripperie-Saint-Symphorien
29. Le Gua
30. Île-d'Aix
31. Landrais
32. Loire-les-Marais
33. Lussant
34. Marennes-Hiers-Brouage
35. Marsais
36. Les Mathes
37. Meschers-sur-Gironde
38. Moëze
39. Moragne
40. Mornac-sur-Seudre
41. Muron
42. Nieulle-sur-Seudre
43. Port-des-Barques
44. Puyravault
45. Rochefort
46. Royan
47. Saint-Agnant
48. Saint-Augustin
49. Saint-Coutant-le-Grand
50. Saint-Crépin
51. Saint-Denis-d'Oléron
52. Saint-Froult
53. Saint-Georges-de-Didonne
54. Saint-Georges-d'Oléron
55. Saint-Georges-du-Bois
56. Saint-Hippolyte
57. Saint-Jean-d'Angle
58. Saint-Just-Luzac
59. Saint-Laurent-de-la-Prée
60. Saint-Mard
61. Saint-Nazaire-sur-Charente
62. Saint-Palais-sur-Mer
63. Saint-Pierre-d'Amilly
64. Saint-Pierre-d'Oléron
65. Saint-Pierre-La-Noue
66. Saint-Saturnin-du-Bois
67. Saint-Sornin
68. Saint-Sulpice-de-Royan
69. Saint-Trojan-les-Bains
70. Soubise
71. Surgères
72. Le Thou
73. Tonnay-Charente
74. La Tremblade
75. Vaux-sur-Mer
76. Vergeroux
77. Virson
78. Vouhé

## Administration
Le sous-préfet de l'arrondissement est Monsieur Stéphane DONNOT, sa nomination date du 10 mai 2022.

## Géographie

### Situation géographique
Arrondissement maritime du département avec celui de La Rochelle dont il est limitrophe, il est bordé à l'ouest par l'océan Atlantique dont l'Île d'Oléron forme l'avancée la plus occidentale et au sud-ouest par le vaste estuaire de la Gironde dont l'embouchure commence au droit de Royan.
Cet arrondissement est limité à l'est et au sud-est par l'arrondissement de Saintes tandis qu'à l'est et au nord-est, il jouxte l'arrondissement de Saint-Jean-d'Angély.
Comme tous les arrondissements de la Charente-Maritime, celui de Rochefort a également des limites administratives avec un département, en l'occurrence, avec les Deux-Sèvres, via le canton de Surgères dans sa bordure septentrionale.
Enfin, c'est dans cet arrondissement que se trouvent l'île d'Oléron et l'île d'Aix.

### Hydrographie sommaire
L'arrondissement de Rochefort est traversé par deux fleuves qui se terminent chacun par de vastes estuaires.
Au centre de l'arrondissement, la basse vallée de la Charente se termine par un estuaire encore navigable qui commence à Tonnay-Charente et se jette dans l'océan Atlantique par une embouchure que gardent deux minuscules îles, au nord, l'Île-d'Aix et au sud, l'île Madame. Le fleuve s'écoule dans de larges et profonds méandres dont l'un est occupé par Rochefort sur sa rive droite.
Au sud-ouest de l'arrondissement, le profond estuaire de la Seudre roule ses eaux dans de vastes marais qui abritent le plus grand domaine ostréicole de France, le bassin de Marennes-Oléron. Deux villes sont situées à proximité de son embouchure, sur la rive droite, Marennes et, sur la rive gauche, La Tremblade.
Quelques petites rivières arrosent l'arrondissement de Rochefort dont, au nord, le Curé qui y prend sa source et arrose la plaine de l'Aunis en prenant une direction nord-ouest tandis qu'au nord-est de l'arrondissement, la Gères qui naît dans les premières collines de l'Aunis, arrose la ville de Surgères à laquelle elle a donné son nom. Cette modeste rivière prend ensuite une direction sud et va irriguer le Marais de Rochefort. La Gères conflue avec la Devise, autre émissaire qui draine le Marais de la Petite Flandre et se jette dans la Charente, en aval de Rochefort.
Enfin, l'arrondissement de Rochefort reçoit les eaux de l'Arnoult dont le cours aval est canalisé et prend le nom de canal de Pont-l'Abbé avant de mêler ses eaux avec la Charente au droit de Tonnay-Charente.
Cet arrondissement maritime par excellence est occupé dans sa partie centrale par d'importants marais que sépare la Charente, au nord, les Marais de Rochefort et de la Petite Flandre, et au sud, le Marais de Brouage.
De même, dans la partie sud-ouest de l'arrondissement, la Seudre s'écoule entre les Marais de la Seudre voués principalement à l'ostréiculture dans ses bordures fluviatiles et à l'élevage dans ses parties desséchées.

## Superficie

### Le troisième arrondissement de la Charente-Maritime
L'arrondissement de Rochefort se classe au troisième rang des arrondissements de la Charente-Maritime n'occupant que 22,3 % du territoire départemental. Il se situe après les arrondissements de Saintes qui s'étend sur 1 546 km2 et de Jonzac qui, avec 1 530 km2, a une surface pratiquement identique à celui de Rochefort.
Dans le classement régional des 14 arrondissements qui composait l'ancienne région Poitou-Charentes, il figurait parmi les moins étendus.

### Liste des cantons et leur rang par superficie
| Rang | Canton                                           | Superficie | Nombre de communes |
| ---- | ------------------------------------------------ | ---------- | ------------------ |
| 1    | Surgères                                         | 231,66 km2 | 12                 |
| 2    | Marennes                                         | 181,91 km2 | 7                  |
| 3    | Aigrefeuille-d'Aunis                             | 180,57 km2 | 11                 |
| 4    | Tonnay-Charente                                  | 179,88 km2 | 8                  |
| 5    | Saint-Agnant                                     | 175,48 km2 | 11                 |
| 6    | La Tremblade                                     | 170,14 km2 | 6                  |
| 7    | Saint-Pierre-d'Oléron                            | 106,12 km2 | 4                  |
| ...  | Rochefort-Nord (*)                               | 104,20 km2 | 7                  |
| ...  | Royan-Ouest (**)                                 | 77,45 km2  | 6                  |
| 8    | Le Château-d'Oléron                              | 68,27 km2  | 4                  |
| ...  | Royan-Est (**)                                   | 10,58 km2  | 1                  |
| ...  | Commune de Rochefort (3 fractions de canton) (*) | 21,95 km2  | 1                  |
| ...  | Commune de Royan (2 fractions de canton) (**)    | 19,30 km2  | 1                  |

(*) : Concernant les trois cantons de Rochefort, la superficie cumulée - y compris la commune de Rochefort - s'élève à 126,15 km2.
(**) : Concernant les deux cantons de Royan, la superficie cumulée - y compris la commune de Royan - s'étend sur 107,33 km2.
Si le canton de Surgères avec 231,66 km2 est le plus étendu de l'arrondissement de Rochefort, il en occupe le sixième de sa superficie totale avec 15,2 %. Cependant, il ne se classe qu'au dixième rang départemental.
La superficie cumulée de l'île d'Oléron qui rassemble deux cantons (canton du Château-d'Oléron et canton de Saint-Pierre-d'Oléron) est de 174,39 km2, ce qui la classe au deuxième rang des îles de la France métropolitaine.
Par ailleurs, c'est dans cet arrondissement que se trouvent les deuxième et troisième communes les plus étendues de tout le département de la Charente-Maritime : La Tremblade avec 69,13 km2 et Saint-Just-Luzac avec 47,74 km2, loin derrière Marans qui, avec ses 82,49 km2, est la commune la vaste de Charente-Maritime.
Enfin, c'est également dans ce département que se trouve la plus petite commune du département où l'Île-d'Aix ne s'étend que sur 1,19 km2.

## Démographie et population

### Évolution démographique
En 2022, l'arrondissement comptait 196 439 habitants.
| 1968    | 1975    | 1982    | 1990    | 1999    | 2006    | 2011    | 2016    | 2021    |
| ------- | ------- | ------- | ------- | ------- | ------- | ------- | ------- | ------- |
| 139 934 | 142 794 | 147 331 | 153 256 | 161 340 | 175 782 | 184 883 | 189 875 | 194 579 |

| 2022    | - | - | - | - | - | - | - | - |
| ------- | - | - | - | - | - | - | - | - |
| 196 439 | - | - | - | - | - | - | - | - |

### Le deuxième arrondissement le plus peuplé de la Charente-Maritime
Par sa population, l'arrondissement de Rochefort occupe la deuxième place en Charente-Maritime rassemblant 29,5 % de la population du département en 2007, ce qui représente près d'1 habitant sur 3.

### Un arrondissement à l'urbanisation rapide
À l'instar de l'arrondissement voisin de La Rochelle, l'arrondissement de Rochefort se caractérise par un taux d'urbanisation qui est également plus élevé que celui de la Charente-Maritime dont le taux urbain est plutôt moyen avec 58,1 % en 2007.
En 2007, la population urbaine rassemble 127 898 habitants dans 13 unités urbaines, soit 71,6 %, ce qui est un taux comparable au taux national hors agglomération parisienne qui est de 73 %.
Parmi les unités urbaines de cet arrondissement, 2 comptent plus de 30 000 habitants (Rochefort avec 39 161 habitants et Royan avec 34 918 habitants), 1 a plus de 10 000 habitants (La Tremblade avec 11 023 habitants) et 3 ont plus de 5 000 habitants (Marennes avec 8 626 habitants, Saint-Pierre-d'Oléron avec 6 204 habitants et Surgères avec 6 188 habitants).
Cet arrondissement compte 23 communes de plus de 2 000 habitants sur les 60 que recense le département de la Charente-Maritime en 2007, soit autant que l'arrondissement de La Rochelle. Parmi celles-ci, 7 ont plus de 5 000 habitants sur les 18 communes de cette catégorie en Charente-Maritime.
Liste des 23 communes de plus de 2 000 habitants en 2007 dans l'arrondissement de Rochefort
| commune                  | Population en 2007 |
| ------------------------ | ------------------ |
| Rochefort                | 25 999             |
| Royan                    | 18 424             |
| Tonnay-Charente          | 7 434              |
| Saint-Pierre-d'Oléron    | 6 204              |
| Surgères                 | 6 188              |
| Marennes                 | 5 315              |
| Saint-Georges-de-Didonne | 5 040              |
| La Tremblade             | 4 474              |
| Fouras                   | 4 056              |
| Le Château-d'Oléron      | 3 949              |
| Saint-Palais-sur-Mer     | 3 830              |
| Vaux-sur-Mer             | 3 785              |
| Aigrefeuille-d'Aunis     | 3 577              |
| Saint-Georges-d'Oléron   | 3 490              |
| Bourcefranc-le-Chapus    | 3 311              |
| Échillais                | 3 269              |
| Dolus-d'Oléron           | 3 156              |
| Arvert                   | 3 069              |
| Soubise                  | 2 824              |
| Saint-Sulpice-de-Royan   | 2 735              |
| Breuillet                | 2 539              |
| Saint-Agnant             | 2 329              |
| Étaules                  | 2 153              |

Liste des 13 unités urbaines de l'arrondissement de Rochefort en 2007 (Population municipale)
| Rang | Nom de l'unité urbaine | Unité urbaine | Nombre de communes | Ville-centre ou ville isolée | Superficie | Densité de population |
| ---- | ---------------------- | ------------- | ------------------ | ---------------------------- | ---------- | --------------------- |
| 1    | Rochefort              | 39 161        | 5                  | 25 999                       | 99 km2     | 396 hab/km²           |
| 2    | Royan                  | 34 918        | 6                  | 18 424                       | 86 km2     | 404 hab/km²           |
| 3    | La Tremblade           | 11 023        | 4                  | 4 474                        | 117 km2    | 94 hab/km²            |
| 4    | Marennes               | 8 626         | 2                  | 5 315                        | 32 km2     | 266 hab/km²           |
| 5    | Saint-Pierre-d'Oléron  | 6 204         | 1                  | 6 204                        | 41 km2     | 153 hab/km²           |
| 6    | Surgères               | 6 188         | 1                  | 6 188                        | 29 km2     | 216 hab/km²           |
| 7    | Fouras                 | 4 056         | 1                  | 4 056                        | 10 km2     | 426 hab/km²           |
| 8    | Le Château-d'Oléron    | 3 949         | 1                  | 3 949                        | 16 km2     | 252 hab/km²           |
| 9    | Aigrefeuille-d'Aunis   | 3 577         | 1                  | 3 577                        | 17 km2     | 213 hab/km²           |
| 10   | Port-des-Barques       | 2 863         | 2                  | 1 851                        | 26 km2     | 110 hab/km²           |
| 11   | Breuillet              | 2 539         | 1                  | 2 539                        | 20 km2     | 127 hab/km²           |
| 12   | Saint-Trojan-les-Bains | 2 465         | 2                  | 1 477                        | 24 km2     | 105 hab/km²           |
| 13   | Saint-Agnant           | 2 329         | 1                  | 2 329                        | 22 km2     | 104 hab/km²           |